# Comuna Jîșciînți, Horodok
Jîșciînți (în ucraineană Жищинці) este o comună în raionul Horodok, regiunea Hmelnîțkîi, Ucraina, formată din satele Balakîrî și Jîșciînți (reședința).

## Demografie
Componența lingvistică a comunei Jîșciînți
     Ucraineană (99,6%)
     Alte limbi (0,4%)
Conform recensământului din 2001, majoritatea populației comunei Jîșciînți era vorbitoare de ucraineană (99,6%), existând în minoritate și vorbitori de alte limbi.